# Elmigsbach
Der Elmigsbach, auch Bach aus der Grippenhardt genannt, ist der etwa 2,5 km lange linke und westliche Quellbach des Adenauer Baches. Er ist der kleinere Quellast des Adenauer Baches und wird deshalb von manchen auch als dessen Zulauf angesehen.

## Verlauf
Der Elmigsbach entsteht in zwei Quellästen im Staatsforst Adenau. Der rechte und östliche Hauptast entspringt auf einer Höhe von etwa 462 m ü. NHN in der Flur Auf der Höh am Südosthang des Süßerberges (484 m ü. NHN). Er fließt zunächst in nordöstlicher Richtung, seiner Hauptfließrichtung, welche er im Wesentlichen bis zum Zusammenfluss mit dem Breidscheider Bach beibehält, durch die Waldflur Unter dem Breier und fließt dann bei der Flur Am Gilbenrot mit dem linken und westlichen Quellbach zusammen. Der vereinigte Bach fließt nun durch die namensgebende Waldflur In der Elmig an dem Jagdhaus in der Leihwiese vorbei und verlässt kurz danach den Wald und läuft nun durch einen Grünlandstreifen dem Orte Breidscheid entgegen. In Breidscheid vereinigt er sich schließlich in der Nordschleife des Nürburgrings auf einer Höhe von etwa 338 m ü. NHN mit dem Breidscheider Bach zum Adenauer Bach.